# MDAX
Il MDAX (Mid-Cap-DAX) è un indice azionario composto da 50 società quotate nella borsa tedesca immediatamente successivamente alle aziende incluse nell'indice DAX. Il conteggio avviene due volte l'anno (marzo e settembre) così come ogniqualvolta avviene una fusione o una grossa OPA. Vale la regola 60/60, tale da permettere alle 60 più grandi società dietro a quelle del DAX di operare.
Come il DAX, il TecDAX e l'SDAX, l'indice MDAX appartiene alle normative note come Prime Standard. Vi fu una riduzione delle società quotate il 24 marzo 2003, prima erano 70.

## Calcolo
L'indice è calcolato secondo il sistema elettronico di scambio XETRA. Il calcolo inizia alle ore 9:00 MEZ e finisce alla chiusura del XETRA, alle 17:30 MEZ. Annesso alla sessione di chiusura XETRA vi è anche il Late-Index. Il Late-Index L-MDAX è un indicatore per lo sviluppo del MDAX-Werte dopo la chiusura XETRA, basato sugli indici di trading della Borsa di Francoforte. L-MDAX viene calcolato tra le 17:45 e le 20:00 MEZ dalla Deutsche Börse, operatore della Borsa di Francoforte.

## Indici massimi
|                                    | Punti     | Data                     |
| ---------------------------------- | --------- | ------------------------ |
| Performanceindex storico           | 21.679,52 | Martedì 1º dicembre 2015 |
| Performanceindex quota base finale | 21.623,26 | Lunedì 13 aprile 2015    |
| Kursindex quota base finale        | 13.080,17 | Lunedì 13 aprile 2015    |

## Sviluppi annuali
| Anno | Chiusura in punti | Variazione in punti | Variazione in % |
| ---- | ----------------- | ------------------- | --------------- |
| 1996 | 2957,83           | 312,78              | 11,83           |
| 1997 | 3684,18           | 726,35              | 24,56           |
| 1998 | 3905,45           | 221,27              | 06,01           |
| 1999 | 4103,82           | 198,37              | 05,08           |
| 2000 | 4675,34           | 571,52              | 13,93           |
| 2001 | 4326,12           | -349,22             | 7,47            |
| 2002 | 3024,82           | -1301,30            | 30,08           |
| 2003 | 4469,23           | 1444,41             | 47,75           |
| 2004 | 5375,74           | 906,51              | 20,28           |
| 2005 | 7311,53           | 1935,79             | 36,01           |
| 2006 | 9404,89           | 2093,36             | 28,63           |
| 2007 | 9864,62           | 459,73              | 4,89            |
| 2008 | 5601,91           | -4262,71            | 43,21           |
| 2009 | 7507,04           | 1905,13             | 34,01           |
| 2010 | 10128,1           | 2621,06             | 34,91           |
| 2011 | 8897,81           | -1230,29            | 12,15           |
| 2012 | 11914,4           | 3016,59             | 3,39            |
| 2013 | 16574,4           | 4660                | 39,11           |
| 2014 | 16934,8           | 360,34              | 02,17           |
| 2015 | 20774,6           | 3839,80             | 22,67           |

## Composizione
La seguente tabella presenta tutte le società quotate al 27 dicembre 2024.
| Logo | Nome                        | Settore                | Peso nell'indice in % | Azioni        | Capitalizzazione in mil. di € | Sede                            | Inserimento       |
| ---- | --------------------------- | ---------------------- | --------------------- | ------------- | ----------------------------- | ------------------------------- | ----------------- |
|      | Aixtron SE                  | Elettronica            | 2,98                  | 113.402.370   | 4.325,62                      | Herzogenrath                    | 24 agosto 2020    |
|      | Aroundtown S.A.             | Immobilien             |                       |               |                               | Lussemburgo (Luxemburg)         | 18 dicembre 2023  |
|      | Aurubis AG                  | Materiali              | 1,59                  | 44.956.723    | 2.307,09                      | Hamburg                         | 14 febbraio 2001  |
|      | Auto1 Group SE              | Elettronica commercio  |                       |               |                               | München, Berlin                 | 23 dicembre 2024  |
|      | Bechtle AG                  | IT                     | 2,57                  | 126.000.000   | 3.741,68                      | Neckarsulm                      | 24 settembre 2018 |
|      | Bilfinger SE                | Servizi industriali    |                       |               |                               | Mannheim                        | 18 marzo 2024     |
|      | Carl Zeiss Meditec AG       | Medicina               | 2,45                  | 89.440.570    | 3.555,14                      | Jena                            | 27 dicembre 2018  |
|      | CTS Eventim AG & Co. KGaA   | Biglietti              | 2,56                  | 96.000.000    | 3.713,64                      | München                         | 16 settembre 2019 |
|      | Delivery Hero SE            | Servizi di spedizione  | 4,23                  | 269.536.421   | 6.136,97                      | Berlino                         | 20 giugno 2022    |
|      | Deutsche Lufthansa AG       | Compagnia aerea        | 5,69                  | 1.195.485.644 | 8.267,54                      | Köln                            | 22 giugno 2020    |
|      | Deutsche Wohnen SE          | Immobiliare            |                       |               |                               | Berlino                         | 27 dicembre 2024  |
|      | Evonik Industries AG        | Chimica                | 2,54                  | 466.000.000   | 3.695,85                      | Essen                           | 23 settembre 2013 |
|      | Evotec SE                   | Biotecnologie          | 2,09                  | 177.185.736   | 3.044,43                      | Hamburg                         | 23 dicembre 2024  |
|      | Fraport AG                  | Aeroporti              | 1,41                  | 92.468.704    | 2.056,62                      | Frankfurt am Main               | 24 settembre 2001 |
|      | Freenet AG                  | Telecomunicazioni      | 2,07                  | 118.900.598   | 3.005,81                      | Büdelsdorf                      | 24 settembre 2018 |
|      | Fuchs SE                    | Chimica                | 1,84                  | 69.500.000    | 2.671,54                      | Mannheim                        | 23 giugno 2008    |
|      | GEA Group AG                | Macchine               | 3,51                  | 180.492.172   | 5.098,68                      | Düsseldorf                      | 18 novembre 1996  |
|      | Gerresheimer AG             | Imballaggi             | 1,99                  | 34.540.000    | 2.900,31                      | Düsseldorf                      | 22 dicembre 2008  |
|      | Hella GmbH & Co. KGaA       | Automotive             | 1,17                  | 111.111.112   | 1.697,81                      | Lippstadt                       | 19 settembre 2022 |
|      | HelloFresh SE               | Alimentari             | 1,67                  | 172.734.665   | 2.427,88                      | Berlino                         | 19 settembre 2022 |
|      | Hensoldt AG                 | Aerospazio             | 0,85                  | 105.000.000   | 1.246,59                      | Taufkirchen (Monaco di Baviera) | 20 marzo 2023     |
|      | Hochtief AG                 | Edilizia               | 1,53                  | 77.711.300    | 2.224,49                      | Essen                           | 10 maggio 2023    |
|      | Hugo Boss AG                | Moda                   | 2,75                  | 70.400.000    | 3.997,45                      | Metzingen                       | 22 marzo 1999     |
|      | Hypoport SE                 | Tecnologie             |                       |               |                               | Lübeck                          | 23 settembre 2024 |
|      | Jenoptik AG                 | Fotonica               | 0,98                  | 57.238.115    | 1.427,39                      | Jena                            | 20. März 2023     |
|      | Jungheinrich AG             | Logistica              | 1,10                  | 48.000.000    | 1.603,20                      | Hamburg                         | 20 settembre 2021 |
|      | K+S AG                      | Minerali               | 1,79                  | 191.400.000   | 2.599,89                      | Kassel                          | 21 marzo 2016     |
|      | Kion Group AG               | Automotive             | 1,87                  | 131.198.647   | 2.714,83                      | Frankfurt am Main               | 22 settembre 2014 |
|      | Knorr-Bremse AG             | Automotive e trasporti | 2,63                  | 161.200.000   | 3.825,02                      | München                         | 18 marzo 2019     |
|      | Krones AG                   | Macchine               |                       |               |                               | Neutraubling                    | 18 dicembre 2023  |
|      | Lanxess AG                  | Chimica                | 1,59                  | 86.346.303    | 2.316,05                      | Köln                            | 21 settembre 2015 |
|      | LEG Immobilien AG           | Immobiliare            | 3,96                  | 74.109.276    | 5.755,33                      | Düsseldorf                      | 24 giugno 2013    |
|      | Nemetschek SE               | Software               | 3,08                  | 115.500.000   | 4.481,19                      | München                         | 24 settembre 2018 |
|      | Nordex SE                   | Impianti               | 0,87                  | 236.450.364   | 1.265,21                      | Hamburg                         | 27 febbraio 2023  |
|      | Puma SE                     | Articoli sportivi      | 3,67                  | 150.824.640   | 5.325,69                      | Herzogenaurach                  | 19 dicembre 2022  |
|      | Rational AG                 | Industrie              |                       |               |                               | Landsberg am Lech               | 24 giugno 2024    |
|      | Redcare Pharmacy N.V.       | Farmacia               | 1,53                  | 20.203.286    | 2.223,39                      | Venlo (Paesi Bassi)             | 19 giugno 2023    |
|      | RTL Group S.A.              | Media                  | 0,86                  | 154.742.806   | 1.247,97                      | Lussemburgo (Lussemburgo), Köln | 21 marzo 2022     |
|      | Schott Pharma AG & Co. KGaA | Chimica                |                       |               |                               | Mainz                           | 23 settembre 2024 |
|      | Scout24 SE                  | Servizi online         | 3,15                  | 75.000.000    | 4.570,77                      | München                         | 18 giugno 2018    |
|      | Siltronic AG                | Elettronica            |                       |               |                               | München                         | 18 dicembre 2023  |
|      | Ströer SE & Co. KGaA        | Media                  | 1,15                  | 56.691.571    | 1.669,59                      | Köln                            | 22 giugno 2020    |
|      | TAG Immobilien AG           | Immobiliare            | 1,55                  | 175.489.025   | 2.262,05                      | Hamburg                         | 24 settembre 2012 |
|      | Talanx AG                   | Assicurazioni          | 2,45                  | 253.350.943   | 3.556,99                      | Hannover                        | 29 ottobre 2021   |
|      | TeamViewer SE               | Software               | 1,26                  | 180.000.000   | 1.829,63                      | Göppingen                       | 23 dicembre 2019  |
|      | ThyssenKrupp AG             | Siderurgia             | 2,13                  | 622.531.741   | 3.102,07                      | Essen, Duisburg                 | 23 settembre 2019 |
|      | Traton SE                   | Automotive             |                       |               |                               | München                         | 24 giugno 2024    |
|      | TUI AG                      | Turismo                |                       |               |                               | Berlino, Hannover               | 24 giugno 2024    |
|      | United Internet AG          | Internet-Provider      | 1,07                  | 192.000.000   | 1.553,43                      | Montabaur                       | 18 settembre 2023 |
|      | Wacker Chemie AG            | Chimica                | 1,36                  | 52.152.600    | 1.983,73                      | München                         | 21 settembre 2020 |